# Pancho González
Ne doit pas être confondu avec Pancho Gonzales.
Pour les articles homonymes, voir González.
Pancho González, de son nom de naissance César Héctor González, né le 7 décembre 1926 à Bolívar et mort le 5 mars 2016 à Nice, est un footballeur puis entraîneur franco-argentin évoluant au poste de défenseur central du début des années 1950 au début des années 1960.
Formé au Tallares Buenos Aires, il rejoint l'OGC Nice en 1951 et remporte avec ce club trois championnats de France en 1952, 1956 et 1959 ainsi que deux coupes de France en 1952 et 1954. Après 10 ans à l'OGC Nice il termine sa carrière de joueur au FC Nantes.
Devenu entraîneur, il dirige notamment l'OGC Nice, le SCO Angers, le FC Rouen et la sélection de Côte d'Ivoire avec qui il termine troisième de la Coupe d'Afrique des nations 1986. Après sa carrière d'entraîneur, il fait partie de l'équipe dirigeante de l'OGC Nice.

## Biographie
César Héctor González naît le 7 décembre 1926 à Buenos Aires, capitale de l'Argentine. Son père est un espagnol et sa mère une basque, tous deux ayant émigrés en Amérique du Sud. Pancho, son surnom, est le cadet d'une famille nombreuse composée de cinq frères et trois sœurs. La perte de sa mère à l'âge de trois ans l'oblige à se débrouiller par lui-même. Enfant enchaînant plusieurs métiers, de livreur de viande à tailleur, il apporte son aide à son père.
Son destin bascule à l'adolescence grâce au football et il commence sa carrière dans le club de sa ville, le Talleres Buenos-Aires, en 1948. Il quitte son pays pour partir pour la France à l'âge de vingt-quatre ans sur les conseils d'Arthur Boghossian, un Arménien bien ancré dans le milieu du football.
Le 3 mai 1951, après 15 jours de bateau, González débarque à Villefranche-sur-Mer, commune située dans le Sud-Est de la France. Dans ce pays qui lui est étranger, il retrouve le Brésilien Yeso Amalfi, un ancien coéquipier. Amalfi propose les services de González à Numa Andoire, son entraîneur de l'OGC Nice. González explique comment s'est passé sa signature chez les Aiglons : « Je devais aller à Paris. Mais Yeso, avec qui j'avais joué au Peñarol de Montevideo, m'a demandé si j'avais déjà signé. Puisque ma réponse était négative, il m'a emmené à la rue de l'Hôtel des Postes. Là-bas, il m'a présenté Numa Andoire, l'entraîneur, et François Sattegna, le président. »
Le lendemain, González entre en cours de jeu lors du match amical de l'OGC Nice contre les écossais d'Hibernian.
Devenu un taulier du club niçois, González participe à tous les grands moments du Gym, notamment en tant que capitaine emblématique de l'équipe, entraîneur puis dirigeant. Son plus grand regret est de ne pas avoir pu être international français à part entière en 1958.
À la demande du Ministère de la Jeunesse et des Sports, dont il est médaillé d'or, il part en mission dans différents pays africains et en Corée du Sud sans jamais vraiment quitter Nice, y retournant dès qu'il peut. L'un de ses souvenirs les plus précieux aura été la chevalière remise par la ville de Nice lors du doublé de 1952 qu'il conserve toute sa vie.
González meurt le 5 mars 2016, âgé de 89 ans, dans la ville de Nice où il a été joueur et entraîneur.

## Clubs

### Joueur
- Avant 1951 :  Talleres Buenos-Aires

 Cerro Montevidéo
 San Lorenzo
 Penarol Montevidéo
 Sao Paulo
- 1951-1961 :  OGC Nice (D1, capitaine de 1955 à 1961)
- 1961-1963 :  FC Nantes (D2, capitaine les 2 saisons)

### Entraîneur
- 1963-1964 :  SC Draguignan (D3)
- 1964-1969 :  OGC Nice (D2 jusqu'en 1965)
- 1972-1973 :  FC Bourges (D2)
- 1973-1975 :  SCO Angers (D2)
- 1976-1977 :  FC Rouen (D2 + 4 mois en D1)
- 1981-1982 :  AAJ Blois (D2)
- 1984-1985 :  Madagascar
- 1985-1986 :  Gabon
- 1984-1988 :  Côte d'Ivoire
- 1988-1989 :  Wydad Athletic Club

## Palmarès

### Joueur
- Champion de France en 1952, 1956 et 1959 avec l'OGC Nice
- Vainqueur de la Coupe de France en 1952 et 1954 avec l'OGC Nice
- Finaliste de la Coupe Latine en 1952 avec l'OGC Nice
- Finaliste du Challenge des champions en 1956 et 1959 avec l'OGC Nice
- Vice-champion de France de 2e division en 1963 avec le FC Nantes

### Entraîneur
- Champion de France de 2e division en 1965 avec l'OGC Nice, pour sa 1re saison d'entraîneur

## Statistiques

### Joueur
- 296 matchs et 3 buts en 1re division[4]
- 70 matchs en 2e division
- 14 matchs en Coupe d'Europe des clubs champions

### Entraîneur
- 202 matchs dirigés en 1re division
- 132 matchs dirigés en 2e division
- 6 matchs dirigés en Coupe des villes de foires